# Sint-Katelijnestraat (Mechelen)

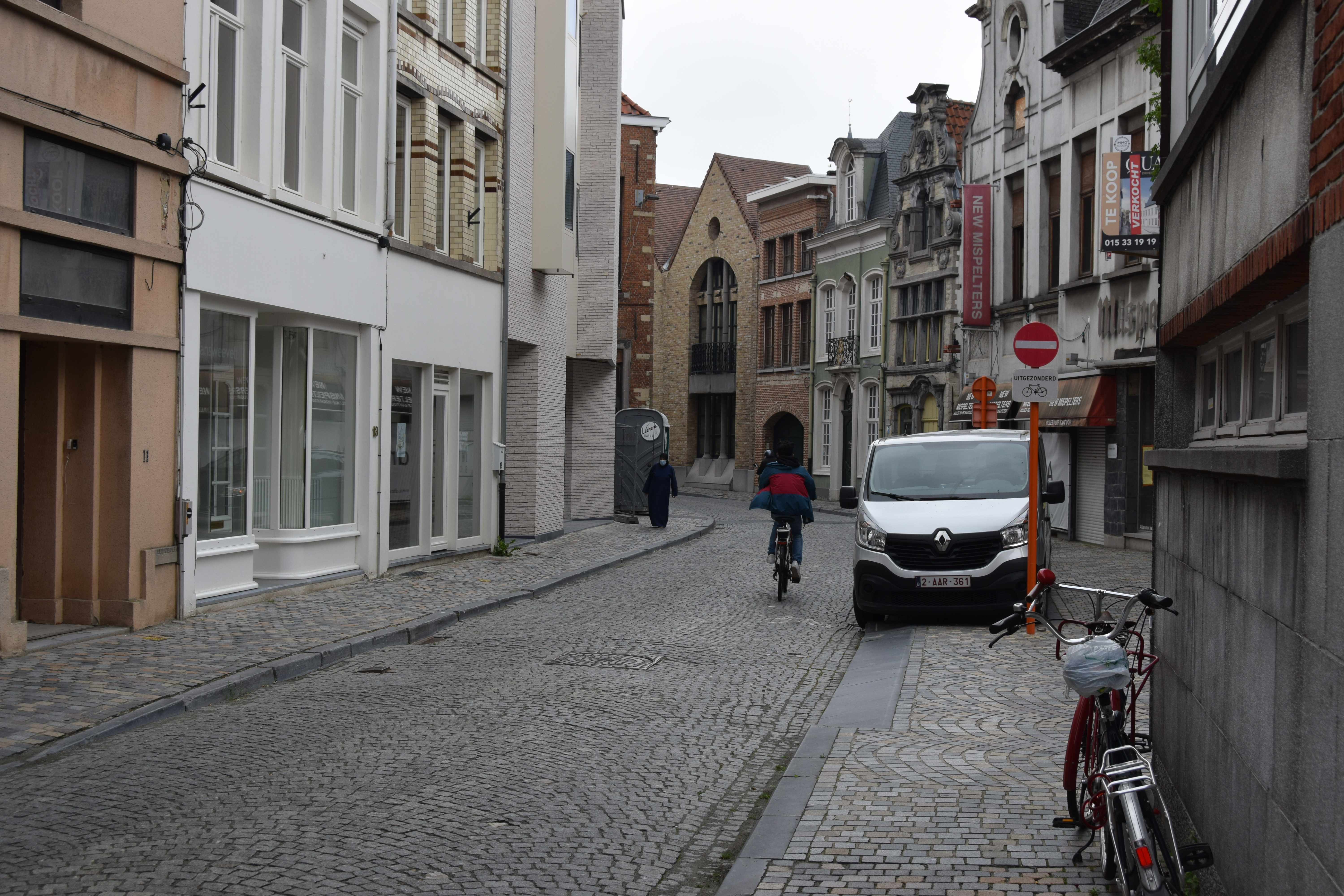
Begin van de Sint-Katelijnestraat vanaf het Sint-Romboutskerkhof

De Sint-Katelijnestraat is een straat in het historische centrum van de Belgische stad Mechelen die loopt van het Sint-Romboutskerkhof naar de vesten. Vanaf de middeleeuwen was het een voornaamste assen van de stad, die uitgaf op de weg naar Antwerpen. In de 19e eeuw beleefde de straat een bloei als winkelstraat maar in de loop van de 20e eeuw raakte de straat in verval. De straat kent geen grote monumenten, maar wel veel historische panden en gevels.

## Geschiedenis

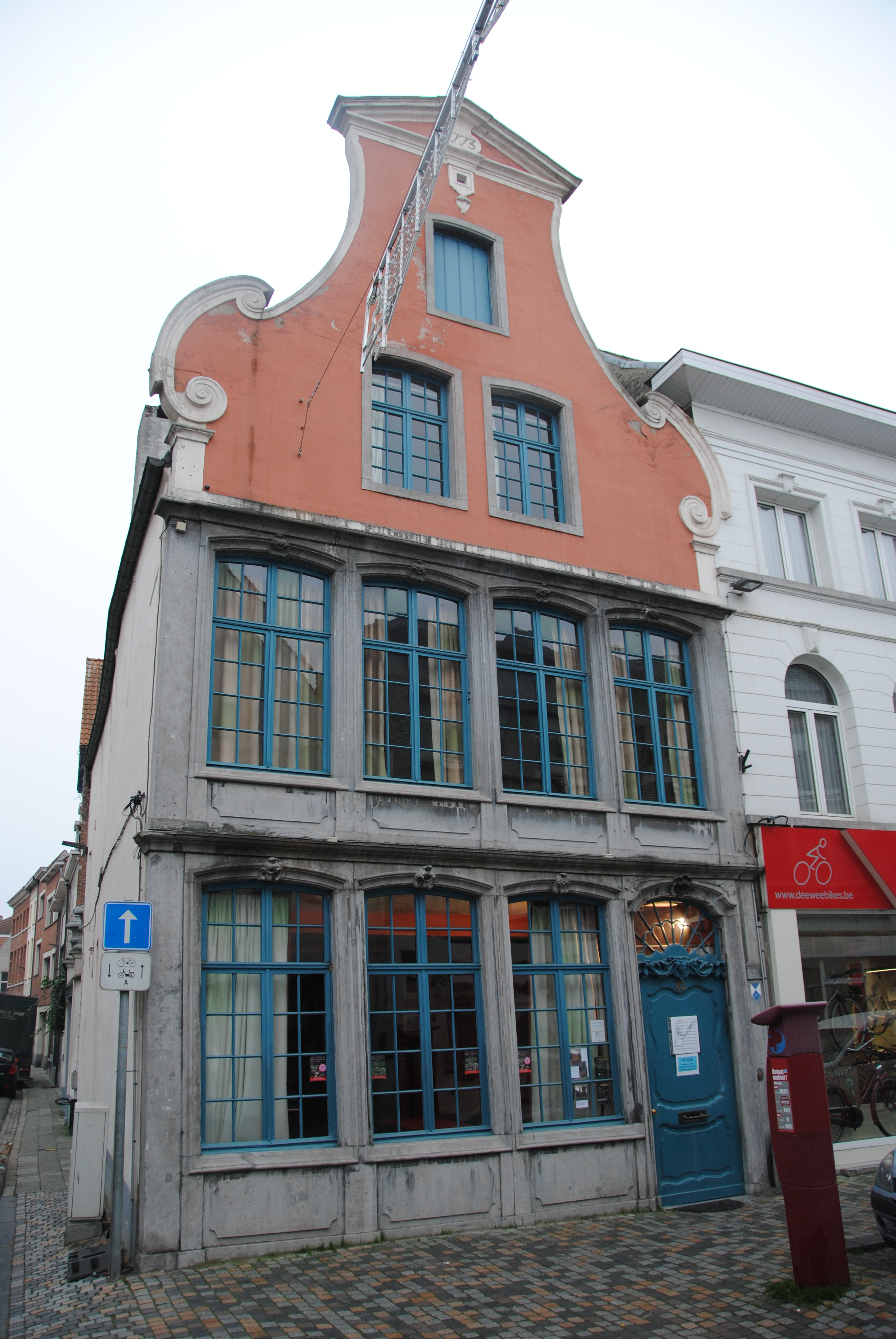
Huis nr 63 (De Minne), huis uit de 14e eeuw met gevel uit 1773

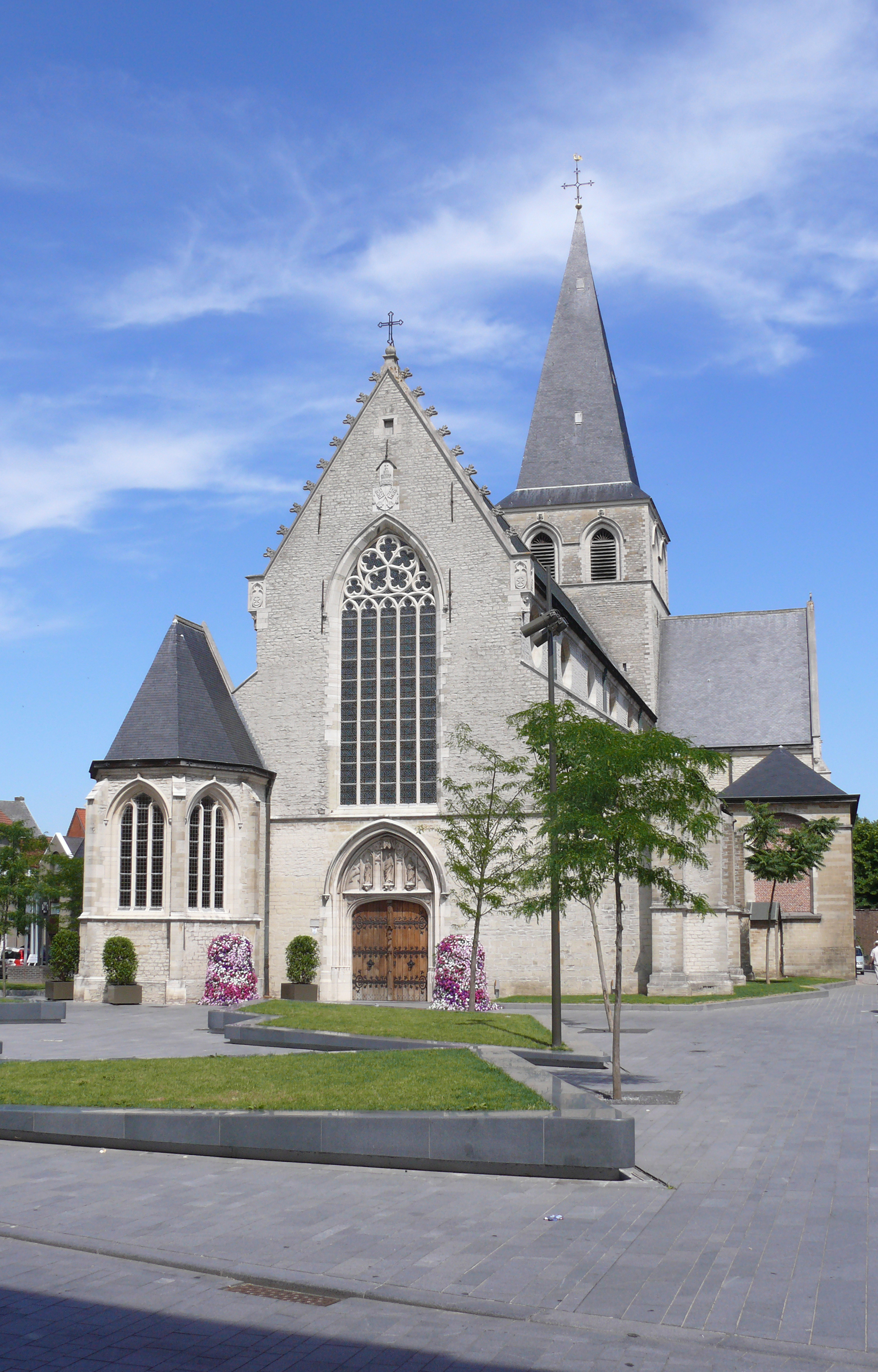
Sint-Katelijnekerkhof en de Sint-Katelijnekerk gezien vanaf de Sint-Katelijnestraat

In de 13e eeuw werd op het einde van de Sint-Katelijnestraat de Sint-Katelijnepoort gebouwd. Dit was een van de grote stadspoorten die uitgaf op de weg naar Antwerpen. Deze stadspoort werd afgebroken in 1811. De straat werd gekruist door verschillende vlieten die overbrugd waren. Deze vlieten werden in de loop van de 19e eeuw en 20e eeuw gedempt of overwelfd. Eertijds woonden er opvallend veel schilders, beeldhouwers en ook klokkengieters in de straat. Zo woonde het geslacht Waghevens, een familie van brons- en klokkengieters, in het huis nr 115 (Den Prins van Parma) tussen 1460 en 1568. In huis nr 24 (Den Heylighen Gheest) woonden de ouders van Lucas Faydherbe en werd de beeldhouwer in 1617 geboren. In 1647 behoorde ditzelfde huis toe aan beeldhouwer Max Labbé. Ook het huis nr 20 (Koornbloem) behoorde toe aan de ouders van Lucas Faydherbe, die in 1684 een nieuwe barokgevel ontwierp voor het huis. In nrs 27-29 (De Maagd van Mechelen) woonde beeldhouwer Koenraad van de Kerckhoven, in nr 63 (De Minne) beeldhouwer Kasper Schillemans en in nrs 96-98 (Kleyn Kloksken) beeldhouwer Valentijn van Lanscroone. Ook kunstschilders Maurits Moreels (nr 34, Den Ghulden Helm) en Jan De Neve (nr 32, Den Ghulden Kop) hebben in de straat gewoond. Zilversmid Jan Hendrickx woonde eind 18e eeuw in nr 41 (De Weytesch).
In de loop van de 18e en de 19e eeuw verdwenen de meeste houten gevels. Het stadsbestuur betaalde een premie voor de sloop van zulke gevels die als een brandgevaar werden beschouwd. Ook de vlieten en de bruggen hierover verdwenen. De Sint-Katelijnestraat werd een redelijk drukke winkelstraat. Dit veranderde halfweg de 20e eeuw. De straat verloederde en veel winkels sloten.

## Beschrijving

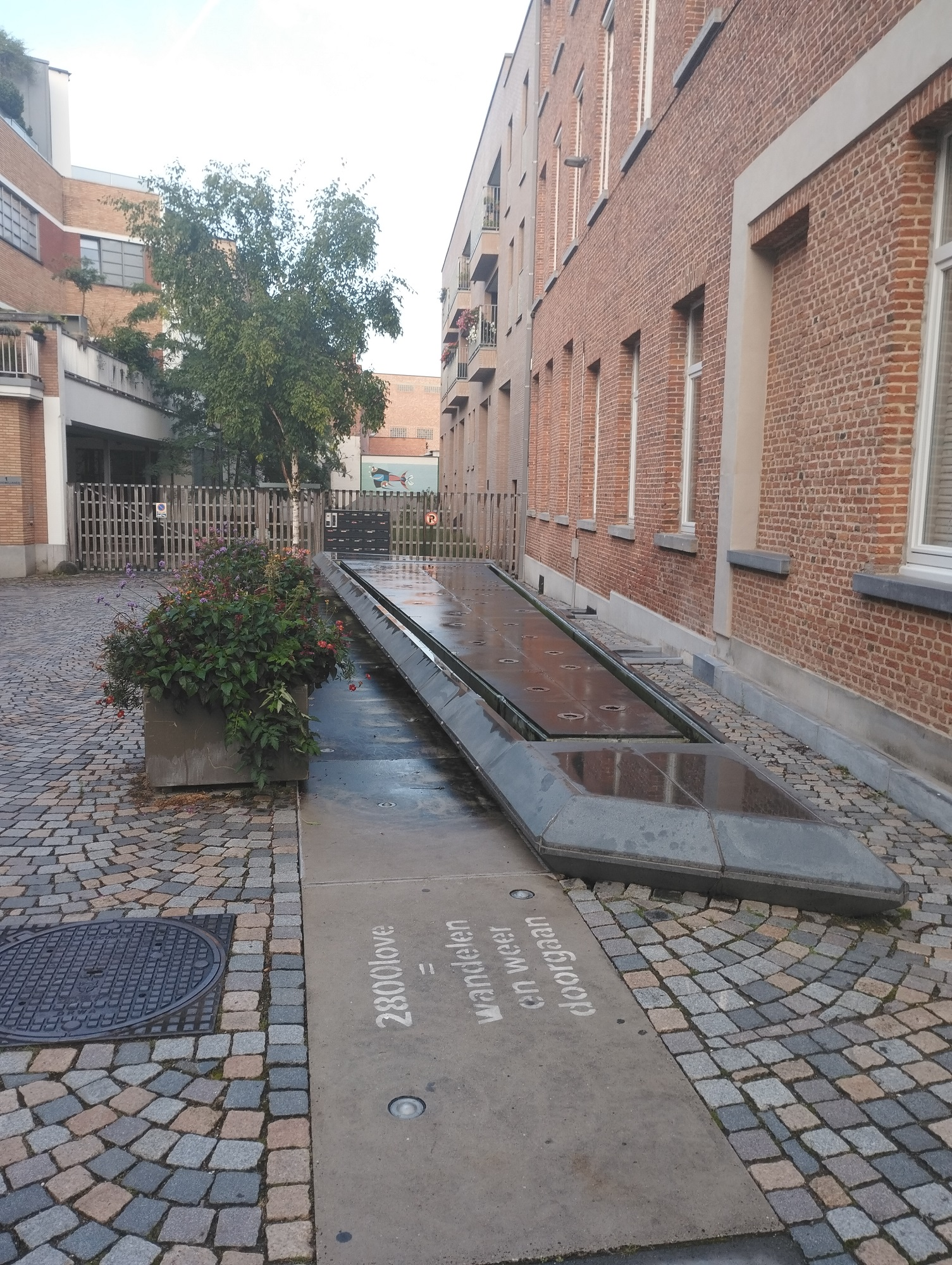
Moderne evocatie van de Oude Melaan

De Sint-Katelijnestraat is een vrij smalle straat met een gebogen tracé. Halfweg verbreedt de straat tot het Sint-Katelijnekerkhof met daaraan de Sint-Katelijnekerk. De straat kent een verspringende rooilijn. De bebouwing bestaat uit diephuizen die veelal werden herbouwd in de 19e en 20e eeuw maar hierbij werd wel de oude pandenindeling behouden.
De Nieuwe Melaan kruiste de straat tussen nrs 18 en 20 en 19 en 21. Over deze vliet was de Stalle- of Horenbrug gebouwd. Deze brug was genoemd maar de familie Van der Stallen die het huis ernaast bezat. In de 18e eeuw kwam de naam Horenbrug of Posthoornbrug in zwang. Dit brugje verdween toen de Nieuwe Melaan hier in 1910 werd gedempt. Tussen nrs 41 en 43 bevindt zich de Stadsheimelijkheid, een klein plein. Hier liep de Oude Melaan. De Stadsheimelijkheid kreeg haar naam omdat hier bij feesten en processies latrines werden opgetrokken ten behoeve van bezoekers en pelgrims. Ter hoogte van de Zelestraat liep de Heergracht. Bij de heraanleg van het wegdek van de straat werd de loop van de vroegere vlieten geëvoceerd.